# قلمرو وایومینگ
قلمرو وایومینگ (انگلیسی: Wyoming Territory) یک منطقهٔ سازمان‌یافته در غرب ایالات متحده بود که از سال ۱۸۶۸ تا ۱۸۹۰ وجود داشت، یعنی پیش از آن‌که این منطقه به‌طور رسمی تبدیل به ایالت وایومینگ شود.
در ۲۵ ژوئیهٔ ۱۸۶۸، کنگرهٔ آمریکا این قلمرو را با جدا کردن بخش‌هایی از قلمروهای داکوتا، یوتا و آیداهو ایجاد کرد. مرکز این قلمرو شهر شاین (Cheyenne) بود، که در آن زمان به‌دلیل توسعهٔ راه‌آهن، به‌سرعت در حال رشد بود.
قلمرو وایومینگ در اواخر سدهٔ نوزدهم به‌دلیل منابع طبیعی غنی، مانند معادن و چراگاه‌های وسیع برای دامداری، مورد توجه قرار گرفت. در کنار این، پروژه‌های راه‌آهن و مهاجرت گروه‌هایی از مردم، از جمله کارگران و دامداران، موجب افزایش جمعیت شد.
وایومینگ همچنین از نظر تاریخی به‌دلیل نقشش در پیشگامی در حقوق زنان شناخته می‌شود؛ این قلمرو نخستین منطقه در تاریخ آمریکا بود که در سال ۱۸۶۹ به زنان حق رأی داد. به همین دلیل، گاه به وایومینگ «ایالت حقوق زنان» (Equality State) نیز گفته می‌شود.
در نهایت، در ۱۰ ژوئیهٔ ۱۸۹۰، وایومینگ به‌عنوان چهل‌وچهارمین ایالت به ایالات متحده پیوست و دورهٔ آن به‌عنوان قلمرو به پایان رسید.